# Meridià 87 a l'oest
El meridià 87 a l'oest de Greenwich és una línia de longitud que s'estén des del pol Nord travessant l'oceà Àrtic, Amèrica, l'oceà Atlàntic, l'oceà Pacífic, l'oceà Antàrtic, i l'Antàrtida fins al pol Sud.
El meridià 87 a l'oest forma un cercle màxim amb el meridià 93 a l'est. Com tots els altres meridians, la seva longitud correspon a una semicircumferència terrestre, uns 20.003,932 km. Al nivell de l'Equador, és a una distància del meridià de Greenwich de 9.685 km.

## De Pol a Pol
Començant en el pol Nord i dirigint-se cap al pol Sud, aquest meridià travessa:
| Coordenades                             | País, territori o mar  | Notes |
| --------------------------------------- | ---------------------- | --- |
| 90° 0′ N, 87° 0′ O / 90.000°N,87.000°O  | Oceà Àrtic             | |
| 82° 1′ N, 87° 0′ O / 82.017°N,87.000°O  | Canadà                 | Nunavut — Ellesmere i Illa d'Axel Heiberg, illa Stor i Ellesmere novament |
| 80° 44′ N, 87° 0′ O / 80.733°N,87.000°O | Estret de Nansen       | |
| 79° 57′ N, 87° 0′ O / 79.950°N,87.000°O | Canadà                 | Nunavut — Illa d'Axel Heiberg i Ellesmere |
| 76° 23′ N, 87° 0′ O / 76.383°N,87.000°O | Estret de Jones        | |
| 75° 31′ N, 87° 0′ O / 75.517°N,87.000°O | Canadà                 | Nunavut — Illa Devon |
| 74° 29′ N, 87° 0′ O / 74.483°N,87.000°O | Estret de Lancaster    | |
| 73° 51′ N, 87° 0′ O / 73.850°N,87.000°O | Canadà                 | Nunavut — Illa de Baffin i Illa de Crown Prince Frederik |
| 70° 1′ N, 87° 0′ O / 70.017°N,87.000°O  | Golf de Boothia        | |
| 69° 15′ N, 87° 0′ O / 69.250°N,87.000°O | Badia Committee        | Passa a l'oest d'illa Wales, Nunavut, Canadà (at 68° 5′ N, 86° 57′ O / 68.083°N,86.950°O) |
| 67° 21′ N, 87° 0′ O / 67.350°N,87.000°O | Canadà                 | Nunavut — terra ferma |
| 65° 2′ N, 87° 0′ O / 65.033°N,87.000°O  | Estret de Roes Welcome | |
| 63° 51′ N, 87° 0′ O / 63.850°N,87.000°O | Canadà                 | Nunavut — Illa Southampton |
| 63° 33′ N, 87° 0′ O / 63.550°N,87.000°O | Badia de Hudson        | |
| 55° 55′ N, 87° 0′ O / 55.917°N,87.000°O | Canadà                 | Ontario — terra ferma i illes Slate |
| 48° 37′ N, 87° 0′ O / 48.617°N,87.000°O | Llac Superior          | |
| 46° 31′ N, 87° 0′ O / 46.517°N,87.000°O | Estats Units           | Michigan |
| 45° 49′ N, 87° 0′ O / 45.817°N,87.000°O | Llac Michigan          | |
| 45° 18′ N, 87° 0′ O / 45.300°N,87.000°O | Estats Units           | Wisconsin — Península de Door |
| 45° 12′ N, 87° 0′ O / 45.200°N,87.000°O | Llac Michigan          | |
| 41° 41′ N, 87° 0′ O / 41.683°N,87.000°O | Estats Units           | Indiana Kentucky — des de 37° 55′ N, 87° 0′ O / 37.917°N,87.000°O Tennessee — des de 36° 39′ N, 87° 0′ O / 36.650°N,87.000°O Alabama — des de 35° 0′ N, 87° 0′ O / 35.000°N,87.000°O Florida — des de 31° 0′ N, 87° 0′ O / 31.000°N,87.000°O |
| 30° 21′ N, 87° 0′ O / 30.350°N,87.000°O | Golf de Mèxic          | |
| 21° 34′ N, 87° 0′ O / 21.567°N,87.000°O | Mèxic                  | Quintana Roo — Península de Yucatán i l'illa de Cozumel |
| 20° 17′ N, 87° 0′ O / 20.283°N,87.000°O | Mar Carib              | Passa a l'est de Banco Chinchorro, Mèxic (a 18° 41′ N, 87° 14′ O / 18.683°N,87.233°O) · Passa a l'oest de l'illa d'Útila, Hondures (at 16° 5′ N, 86° 59′ O / 16.083°N,86.983°O)                                                              |
| 15° 46′ N, 87° 0′ O / 15.767°N,87.000°O | Hondures               | |
| 13° 1′ N, 87° 0′ O / 13.017°N,87.000°O  | Nicaragua              | |
| 12° 20′ N, 87° 0′ O / 12.333°N,87.000°O | Oceà Pacífic           | Passa a l'est de illa del Coco, Costa Rica (a 5° 32′ N, 87° 2′ O / 5.533°N,87.033°O) |
| 60° 0′ S, 87° 0′ O / 60.000°S,87.000°O  | Oceà Antàrtic          | |
| 72° 53′ S, 87° 0′ O / 72.883°S,87.000°O | Antàrtida              | Territori Antàrtic Xilè, reclamat per Xile |